# Aizkolaritza

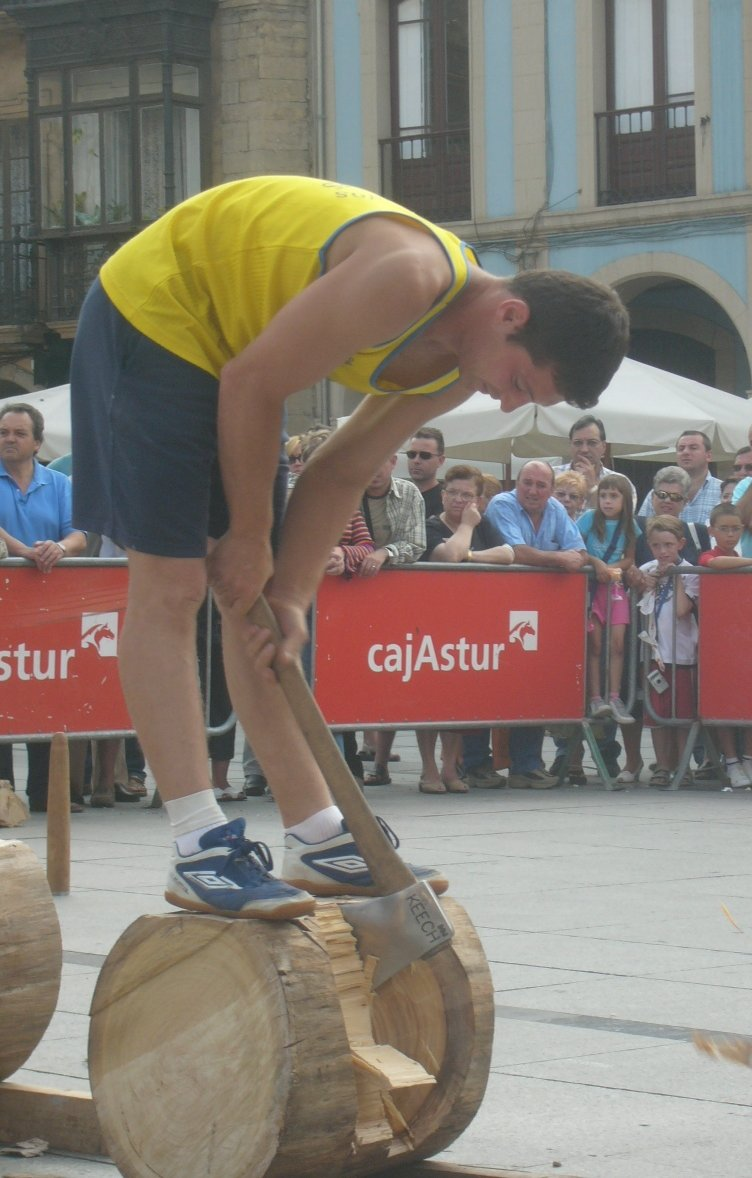
Concours de coupe de tronc à Avilés (Asturies).

L'Aizkolaritza est un jeu de la force basque qui consiste à couper des troncs le plus vite possible. C'est une activité traditionnelle de l'exploitation du bois, de la construction et des tâches domestiques au Pays basque. Ce jeu est une forme de bûcheronnage sportif comme il en existe d'autres dans plusieurs zones boisées d'Europe, d'Amérique du Nord et d'Australie. Des tournois traditionnels sont organisés à travers le Pays basque entre villages proches basés sur les tâches des bûcherons.

## Jeu de base commune
Ce qu'ont en commun toutes ces modalités est qu'on concurrence en coupe des portions de troncs d'arbres, au moyen d'un outil homologué, qui peut être une hache, ou une tronçonneuse ou passe partout (scie pour deux personnes). Il existe plusieurs fédérations, mais elles n'ont pas unifié leurs règlements. Ceci implique que dans les compétitions internationales les sportifs en visite les perçoivent généralement avec une réglementation à laquelle ils ne sont pas habitués.
Outre les outils employés, il y a beaucoup d'autres différences entre les différentes modalités :

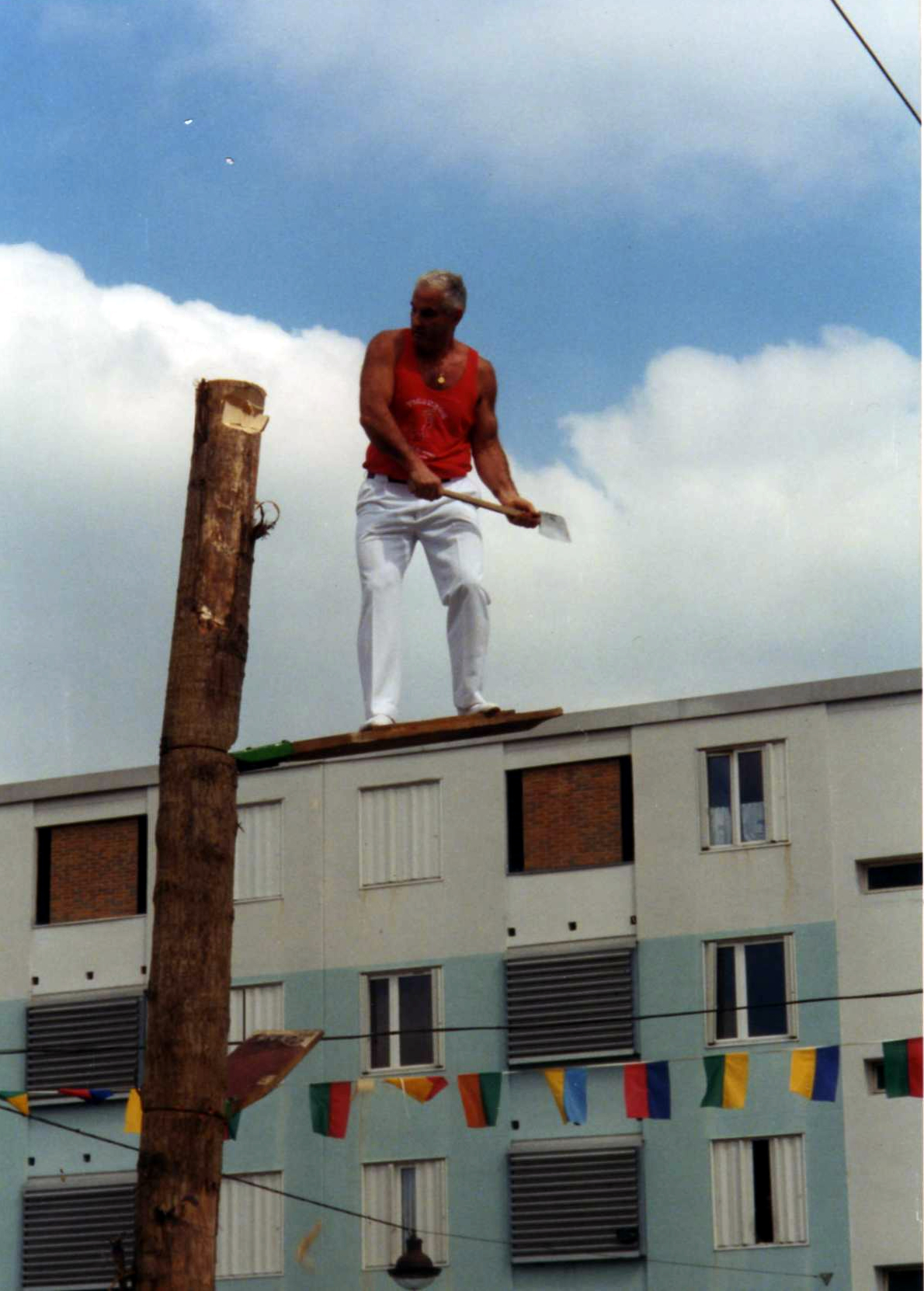
José Vicondoa à Mourenx (P.A.)

- Le type de bois utilisé : le hêtre[3] prédomine dans la Cantabrie  dans la Communauté autonome du Pays basque dans la Communauté forale de Navarre, l'eucalyptus dans les Asturies et l'Australie, le pin en Castille et Léon, etc. De plus, au Pays basque on enlève généralement l'écorce avant la compétition, tandis que dans les Asturies ils sont coupés avec l'écorce.
- La mise en place des troncs (horizontale ou verticale) : Pour la coupe à la hache, la manière la plus habituelle dans l'aizkolaritza basque est de placer les troncs horizontalement cloués à un support, l'Aizkolari montant sur le tronc[3]. En Castille ils sont aussi placés horizontalement, mais sans fixations. Dans les cas où le tronc est maintenu verticalement, le coupeur peut faire la coupe depuis le sol à une hauteur inférieure à deux mètres, ou peut avoir à effectuer plusieurs entailles successives, pour fixer des appuis (planches renforcées à la pointe par du métal et former ainsi un escalier en colimaçon pour monter à plusieurs mètres de hauteur. Arrivé en haut, il finira en coupant la partie supérieure. Voir José Vicondoa, ci-contre, en équilibre sur une planchette, est un spécialiste en la matière.

Autre exemple, en Castille et Léon, Cantabrie et Asturies, il existe la coupe de troncs (corte de tueros en asturien).

## Les diverses variantes de ce sport
- La durée des coupes, ou la quantité de troncs coupés. Comparativement, les coupes du Canada ou de l'Australie sont considérés de "vitesse", tandis que celles d'aizkolari (singulier basque) basques, qui durent généralement plus de 30 minutes (elles dépassent parfois les 60) sont considérées de "résistance".
- Le caractère individuel, par paires ou par équipes, et le sexe des participants (dans les épreuves de coupe avec passe partout, les paires peuvent être masculines, féminines ou mixtes).
- L'objectif : Dans la majorité des variantes il s'agit simplement de sectionner le tronc, une ou plusieurs fois. En Norvège il existe une variante dans laquelle on taille une chaise ou des lettres en bois avec scies électrique.

## Photos

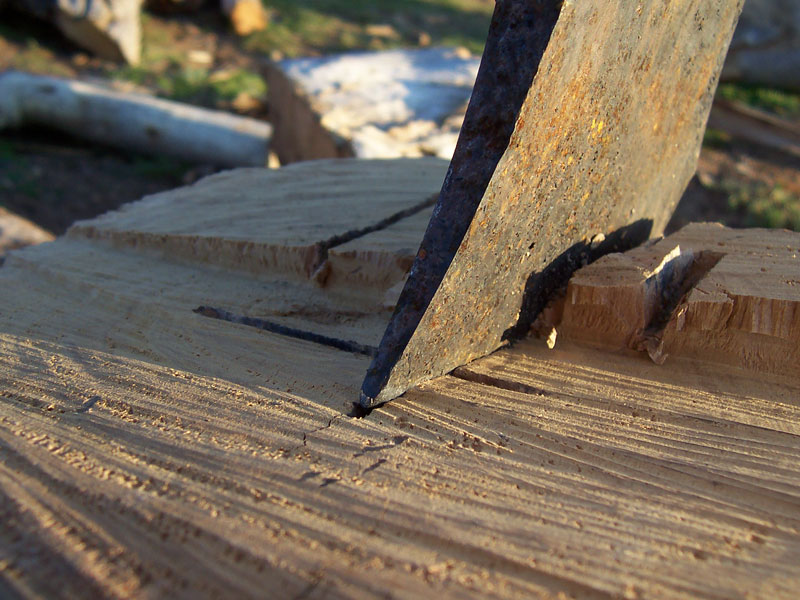
Coupe de troncs
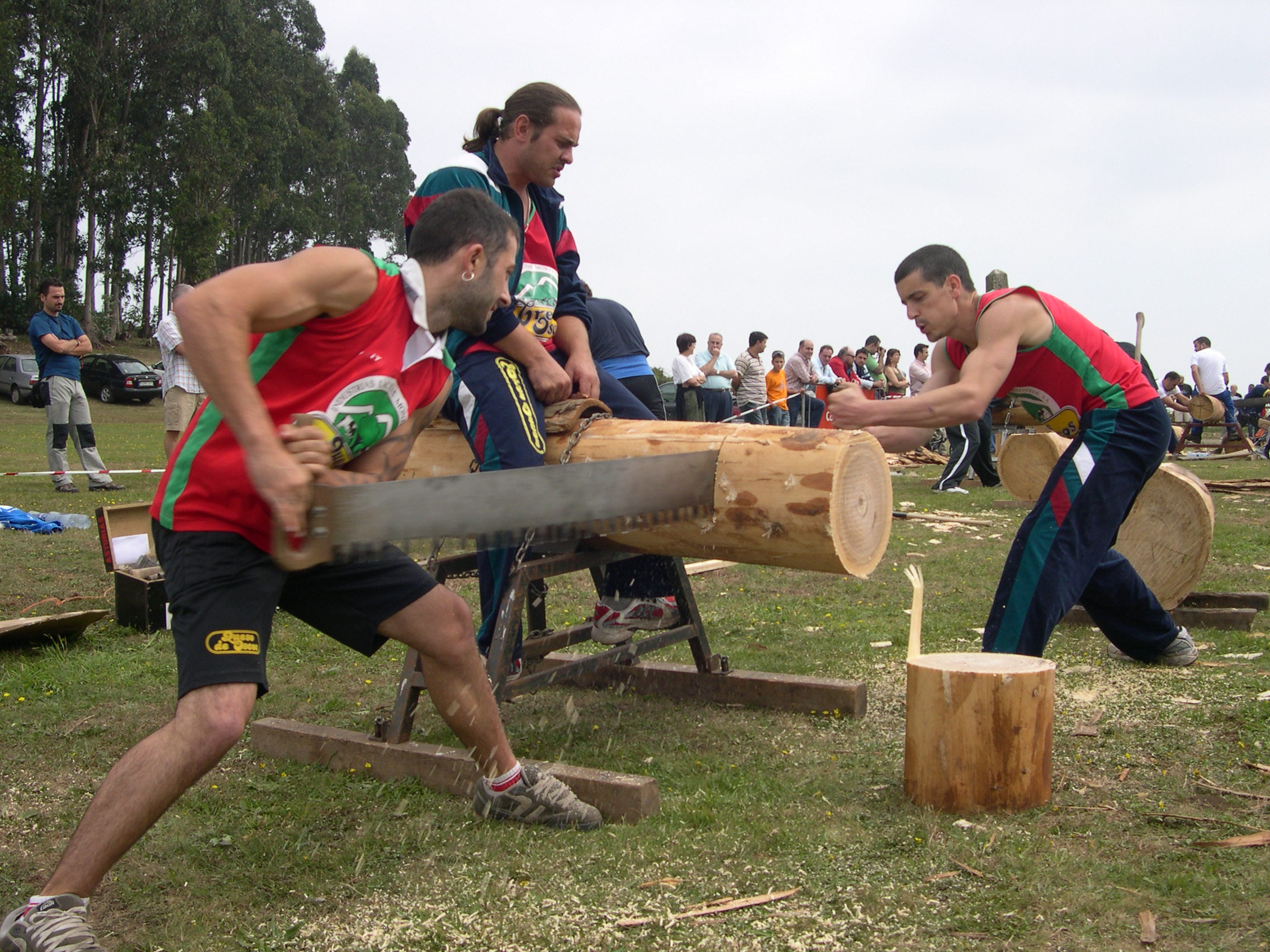
Coupe au passe partout
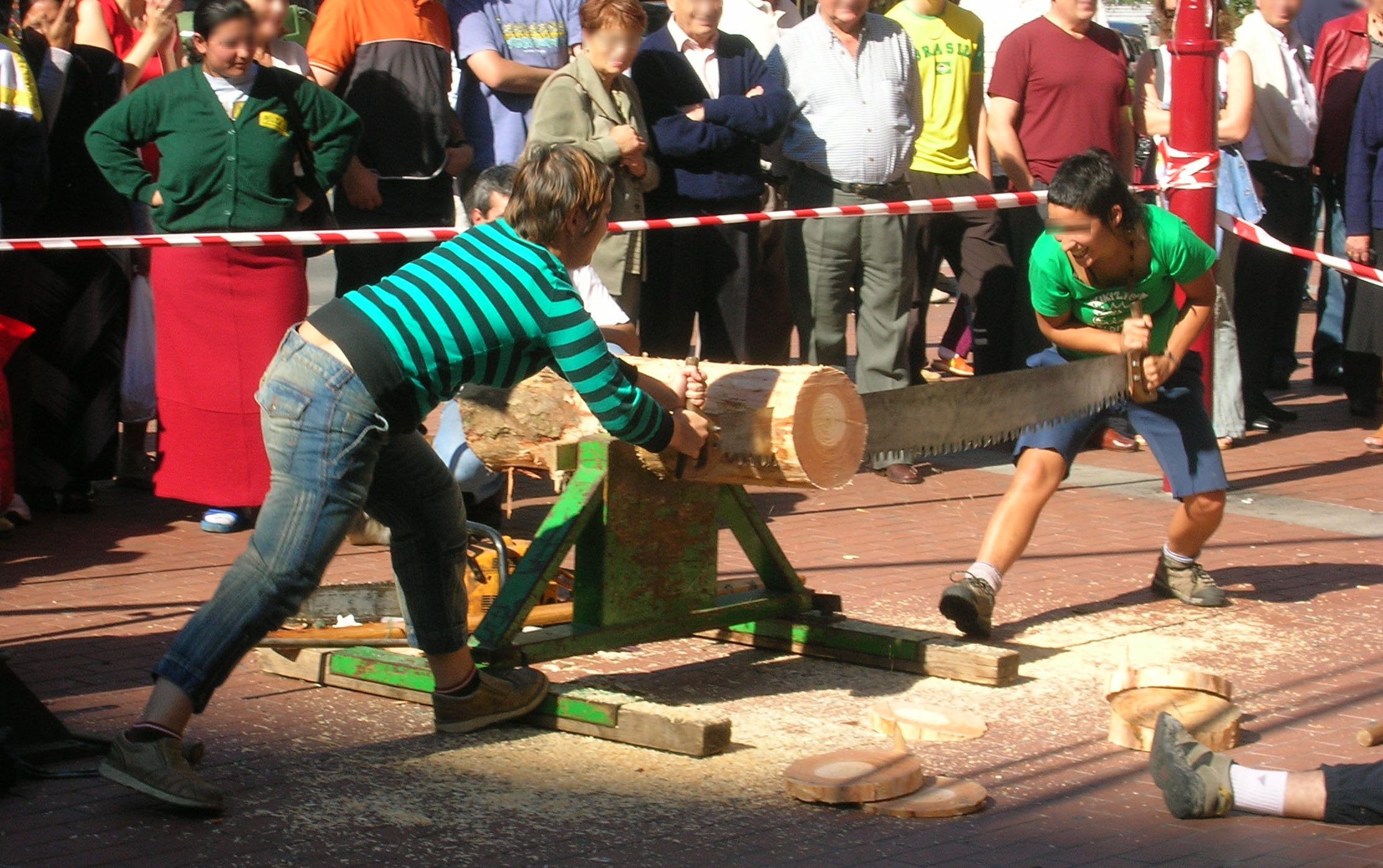
Coupe au passe partout

## Zones d'Europe où elle se pratique
- Pays basque
  - Pays basque français, Navarre et Pays basque
  - Ailleurs en Espagne il y a deux fédérations importantes: une dans la Principauté des Asturies et une au Pays Basque. Elle se pratique moins en Cantabrie, Huesca, Madrid et en Castille et Léon, principalement dans la province Palencia, Ségovie, León et Soria.
- Ailleurs en France, dans la region des Alpes.
- Allemagne.
- Autriche.
- République tchèque.
- Pays-Bas.
- Angleterre.
- Norvège.
- Suisse.